# Trägerstraße

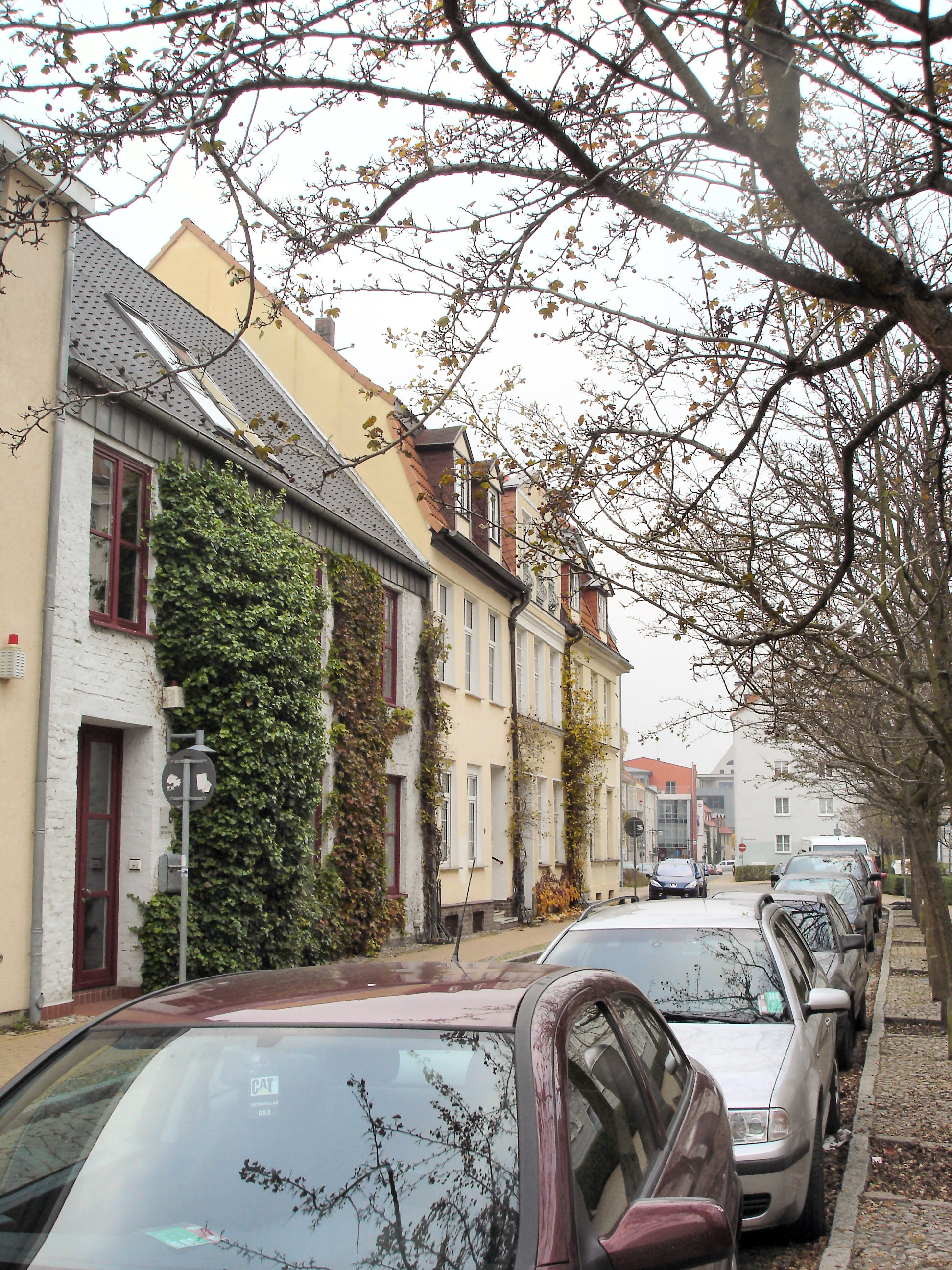
Trägerstraße

Die Rostocker Trägerstraße ist eine kurze Straße im historischen Stadtkern der Hansestadt. Sie verbindet in West-Ost-Richtung die Koßfelder mit der Großen Mönchenstraße. In Richtung Norden zweigt die ausgesprochen enge und kurze Weinstraße zur Strandstraße ab. Sie ist Teil der einstigen Rostocker Mittelstadt.
Die Trägerstraße gehört zu den (heute) acht Querstraßen, die die ungleich bedeutenderen, zum Ufer der Unterwarnow führenden Straßen, miteinander verbinden. Explizit als Trägerstraße wurde sie 1492 unter ihrem Namen ersterwähnt, da man zu dem Zeitpunkt Straßennamen nicht mehr latinisierte. Benannt wurde die Trägerstraße, die sich in der Nähe des historischen Stadthafens befand, nach dem (in hansischer Zeit) recht hoch angesehenen Beruf der Träger, also der Be- und Entlader der Schiffe am Hafen, die in der Straße ihr Domizil hatten. Die Trägerstraße war vorwiegend mit Hinterhäusern und Buden umsäumt, die beim Großen Stadtbrand von 1677 vollständig zerstört wurden. Man errichtete die Trägerstraße barock  neu. Bei den Luftangriffen der Royal Air Force Ende April 1942 wurde die Südseite der Trägerstraße völlig zerstört, während auf der Nordwestseite villenähnliche Gebäude aus dem frühen 20. Jahrhundert erhalten sind.